# Gerhard Ritter
Gerhard Ritter, nemški zgodovinar, * 6. april 1888, Bad Sooden-Allendorf, † 1. julij 1967, Freiburg.
Bil je profesor zgodovine na Univerzi v Heidelbergu (1918-23), v Hamburgu (1923-25) in v Freiburgu (1925-56).
Sprva se je posvetil preučevanju srednjeveške in zgodnje sodobne zgodovine, nato pa se je preusmeril na novejšo zgodovino in iz kulturne zgodovine v biografije političnih oseb.
Nasprotoval je nacizmu. Med drugo svetovno vojno je bil član odporniškega gibanja, ki je zasnovalo operacijo Valkiro in eden redkih, ki ga niso odkrili.